# دانيال أرمسترونغ (لاعب كرة قدم)
دانيال أرمسترونغ (بالإنجليزية: Daniel Armstrong)‏ هو لاعب كرة قدم إسكتلندي يلعب كمدافع في نادي كيلمارنوك.